# Kristian Thulesen Dahl
Kristian Thulesen Dahl (30 juli 1969, Brædstrup) is een Deens bestuurder en voormalig politicus. Hij was lid van de rechts-conservatieve Dansk Folkeparti, waarvan hij tussen 2012 en 2022 de partijleider was. Van 1994 tot 2022 was hij parlementslid in de Folketing.

## Biografie
Dahl is de zoon van onderwijzers Anders Thulesen Dahl en Inge Margrethe Simoni Dahl. Na zijn dienstplicht vervuld te hebben als artillerist in de omgeving van Skive (1988-1989), studeerde Dahl rechten aan de Universiteit van Aalborg. Hij staat bekend als een goed redenaar. Dahl is getrouwd en vader van drie kinderen.
Sinds 2013 is hij Ridder Eerste Klasse in de Orde van de Dannebrog.

### Politieke carrière
Van 1985 tot 1995 was Dahl lid van de Fremdskritpartiet ('Vooruitgangspartij'), waarbinnen hij verschillende functies bekleedde. In juni 1994 was hij namens die partij lijsttrekker bij de Europese parlementsverkiezingen; hij behaalde geen zetel, maar werd later dat jaar bij de Deense parlementsverkiezingen wel verkozen in de Folketing, het Deense parlement.
Na inhoudelijke en persoonlijke meningsverschillen binnen de Fremdskritpartiet scheidde een deel van de partij, onder wie Dahl en Pia Kjærsgaard, zich in oktober 1995 af om de Dansk Folkeparti ('Deense Volkspartij') op te richten. Als gedoogpartij had de Dansk Folkeparti in de periode 2001 tot 2011 grote invloed op het centrumrechtse minderheidskabinet onder leiding van Venstre.
In september 2012 werd Dahl verkozen tot partijleider, als opvolger van Kjærsgaard. Bij de Deense parlementsverkiezingen van 18 juni 2015 boekte de Dansk Folkeparti onder zijn leiding een grote winst. De partij werd de op een na grootste van het land, met 21,2% van de stemmen, oftewel 37 zetels in het parlement. De Socialdemokraterne ('Sociaaldemocraten') onder leiding van toenmalig premier Helle Thorning-Schmidt - die de verkiezingen had uitgeschreven - werd de grootste partij, maar kon met de linkse coalitie geen meerderheid behalen. De uitslag van de verkiezingen betekende een overwinning voor het rechts-liberale oppositieblok onder leiding van Lars Løkke Rasmussen. Tot 2019 gaf de Dansk Folkeparti gedoogsteun aan Rasmussens regering.
Bij de parlementsverkiezingen van juni 2019 was Dahl opnieuw lijsttrekker, maar leed zijn partij een flinke nederlaag: de Dansk Folkeparti werd meer dan gehalveerd en hield slechts 16 zetels over. In geen enkele kieskring was ze nog de grootste partij. Dit verlies was de belangrijkste reden dat het rechtse blok haar meerderheid verloor.
Nadat de Dansk Folkeparti ook bij de Europese parlementsverkiezingen van 2019 en de gemeenteraadsverkiezingen van 2021 grote verliezen had geleden, kondigde Dahl zijn vertrek als partijleider aan. Hij werd in januari 2022 opgevolgd door Morten Messerschmidt. Later dat jaar zegde Dahl na 27 jaar zijn partijlidmaatschap op, waarna hij als onafhankelijk politicus nog korte tijd zijn parlementszetel in de Folketing behield. Op 31 juli 2022 trok hij zich terug uit de politiek, om een dag later benoemd te worden tot directeur van het havenbedrijf Port of Aalborg A/S.

### Standpunten
Dahl geldt als criticus van het Deense immigratiebeleid. Tijdens zijn overwinningsspeech na de Deense verkiezingen van 2015 zei hij de "toestroom van vluchtelingen te willen beperken." 
Hoewel Dahl geldt als euroscepticus, is hij geen voorstander van een Deens vertrek uit de Europese Unie. Hij pleit voor een uitzonderingspositie van Denemarken in de EU, vergelijkbaar met die het Verenigd Koninkrijk had. Zo zou Denemarken een opt-out van het Schengenverdrag moeten kunnen bedingen, aldus Dahl.
- Bibsys: 10008579
- Library of Congress Control Number: n2016040074
- Virtual International Authority File: 307227660